# علی تارقلی زاده
علی تارقلی زاده (زاده ۲۷ خرداد ۱۳۴۱ در تهران) مدیر فنی و رئیس دپارتمان فوتسال کنفدراسیون فوتبال آسیا است و همچنین پیش از آن مدیر سابق باشگاه در ایران و مدرس سابق فیفا و کنفدراسیون فوتبال آسیا بوده‌است. اون به عنوان مشاور ورزشی در وزارت کشور مشغول بود.
در طول ۱۵ سال تارقلی زاده در تیم‌های ایرانی نظیر تاج، مزدا، کارگران، بانک ملی، سازمان گوشت و کشاورز بازی کرد. او همچنین به عنوان سرمربی باشگاه‌هایی نظیر کوثر، آذربایجان و کشاورز مشغول بوده‌است. تارقلی زاده از سال ۲۰۰۴ عضو کنفدراسیون فوتبال آسیا در کوالالامپور مالزی بوده‌است.

## دوران باشگاهی
تارقلی زاده فوتبالش را در باشگاه تاج در مدرسه فوتبال زیر ۱۴ سال در پاییز ۱۹۷۴ زیر نظر علی دانایی‌فرد آغاز کرد و سه سال فوتبال حرفه ای را در آنجا گذراند. سپس به تیم زیر ۱۶ سال بانک ملی منتقل شد. پس از یک سال به باشگاه کارگران پیوست و یک فصل را در این باشگاه گذراند. سپس به باشگاه مزدا پیوست و پس از رسیدن به جایگاه ثابت، شش سال در این باشگاه ماندگار شد. او ۴ سال از بازی خود را نیز در سازمان گوشت گذراند که بعدها به باشگاه کشاورز تغییر نام داد.

## دوران مربیگری
در کنار بازی برای باشگاه مزدا، تارقلی زاده همزمان به عنوان مربی رده پایه این باشگاه در سال‌های ۱۹۸۲ تا ۸۶ مشغول بود. سال ۱۹۸۸ او هر دو تیم جوانان و بزرگسالان سازمان گوشت را هدایت می‌کرد. در ۱۹۹۳ او پیشنهاد باشگاه مهر کرج را پذیرفت که بعدها به سایپا تغییر نام داد و تا سال ۱۹۹۵ در آنجا ماندگار بود. در فصل ۱۹۹۶–۹۷ او سرمربی انتظام ری بود و در اواخر ۱۹۹۸ با قراردادی یک ساله هدایت باشگاه کوثر تهران را بر عهده گرفت. نهایتاً آخرین سال‌های مربیگری خود را با شهدای طرشت در سال‌های ۲۰۰۲–۰۴ سپری کرد.

## زندگی در AFC
علی تارقلی زاده در اواخر ۲۰۰۴ به مالزی رفت و به عنوان معاون بخش فنی در کنفدراسیون فوتبال آسیا شروع به کار کرد. او سه سال در فوتبال آسیا در این پست مشغول بود. در آغاز ۲۰۰۷ تارقلی زاده به جایگاه مدیر فوتسال کنفدراسیون فوتبال آسیا ارتقا درجه پیدا کرد. از ۲۰۰۷ تارقلی زاده مدیریت مسابقات قهرمانی فوتسال آسیا را که در کشورهای مختلف آسیا برگزار شده را برعهده داشته‌است.